# Brudaki
Brudaki [pronunciación en polaco: /bruˈdaki/] es un pueblo ubicado en el distrito administrativo de Gmina Wolbórz, dentro del Distrito de Piotrków, Voivodato de Łódź, en Polonia central. Se encuentra aproximadamente a 4 kilómetros al norte de Wolbórz, a 18 kilómetros al noreste de Piotrków Trybunalski, y a 37 kilómetros al sureste de la capital regional Łódź.